# چارچوب نرم‌افزاری تحت وب

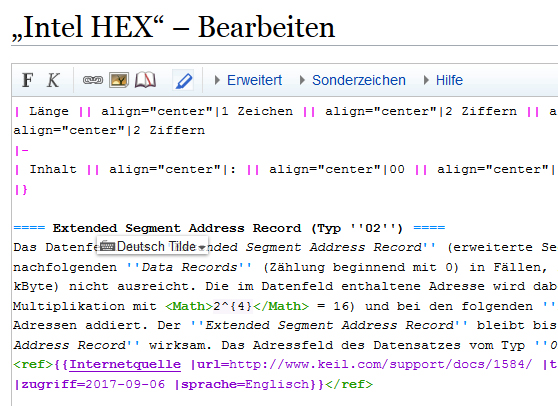
یک چارچوب کاره وب که در امور مربوط به ساخت وبگاه های پویا و خدمات تحت وب طراحی و تولید می شود

چارچوب کارهٔ وب یا وب اپ فریمورک (به انگلیسی: Web application framework) به چارچوب نرم‌افزاری‌ای گفته می‌شود که برای تسهیل و پشتیبانی در امور مربوط به ساخت وبگاه‌های پویا، برنامه‌های کاربردی تحت وب و خدمات تحت وب طراحی و تولید می‌شود.
به طور کلی چارچوب نرم‌افزاری تحت وب مجموعه‌ای از ابزارها، کتابخانه‌ها و الگوها است که فرآیند توسعه وبگاه‌ها و برنامه‌های تحت وب را ساده‌تر و سریع‌تر می‌کند. این چارچوب‌ها با ارائه ساختارها و توابع از پیش‌تعریف‌شده، به توسعه‌دهندگان امکان می‌دهند که بدون نیاز به شروع از ابتدا، برنامه‌های خود را ایجاد کنند. هدف اصلی این چارچوب‌ها، افزایش بهره‌وری، کاهش پیچیدگی و افزایش قابلیت اطمینان کد است.

## تاریخچه و تکامل چارچوب‌های وب
چارچوب‌های تحت وب از اواخر دهه ۱۹۹۰ میلادی پدید آمدند. در ابتدا، توسعه‌دهندگان از زبان‌های ساده‌ای مانند CGI، ASP و PHP برای ساخت وبگاه‌ها استفاده می‌کردند.
- با افزایش پیچیدگی وبگاه‌ها، نیاز به ابزارهایی برای مدیریت بهتر کد و کاهش خطاها به وجود آمد.
- چارچوب‌هایی مانند Ruby on Rails (معرفی در سال ۲۰۰۵) و Django (معرفی در سال ۲۰۰۵) مفاهیم جدیدی مانند MVC (مدل-نما-کنترلگر) را معرفی کردند که ساختار توسعه را منظم‌تر کرد فریمورک های php که محبوب ترین آن CodeIgniter در سال 2006 به وجود آمد و به سرعت رشد یافت .
- در دهه ۲۰۱۰، چارچوب‌های جاوااسکریپت مانند Angular، React و Vue.js برای توسعه رابط‌های کاربری تعاملی ظهور کردند.

## انواع چارچوب‌های تحت وب
چارچوب‌های تحت وب به دو دسته کلی تقسیم می‌شوند:

### چارچوب‌های سمت سرور (Backend Frameworks)
این چارچوب‌ها برای مدیریت عملیات سمت سرور استفاده می‌شوند و شامل وظایفی مانند مدیریت پایگاه داده، پردازش درخواست‌ها و احراز هویت کاربران هستند. نمونه‌هایی از این چارچوب‌ها:
- Django: مبتنی بر پایتون، با تمرکز بر امنیت و سرعت توسعه.
- Laravel: مبتنی بر PHP، با ویژگی‌هایی مانند ORM و سیستم قالب امنیت  سرعت توسعه و رفع محدودیت های CodeIgniter و محدود نبودن به معماری خاصی
- CodeIgniter : مبتنی بر php با ویژگی‌هایی مانند ORM و سیستم قالب امنیت  سرعت توسعه و معماری  mvc
- Flare Framework : مبتنی بر php با ویژگی‌هایی مانند ORM و سیستم قالب امنیت سرعت توسعه و مهمترین ویژگی آن انعطاف پذیری بالا وشخصی سازی بسیار زیاد آن میباشد به طوری که هر چیزی در این فریمورک را میتوان حذف یا جایگزین کرد.
- Spring Boot: مبتنی بر جاوا، مناسب برای برنامه‌های سازمانی.

### چارچوب‌های سمت کاربر (Frontend Frameworks)
این چارچوب‌ها برای ساخت رابط کاربری و تجربه کاربری (UI/UX) به کار می‌روند. ویژگی اصلی این چارچوب‌ها، ایجاد وبگاه‌های تعاملی و واکنش‌گرا است. نمونه‌ها:
- React: کتابخانه‌ای برای ساخت رابط کاربری پویا.
- Angular: چارچوب جامع برای توسعه برنامه‌های تک‌صفحه‌ای (SPA).
- Vue.js: ساده و انعطاف‌پذیر برای برنامه‌های کوچک و بزرگ.

## معماری‌های مورد استفاده در چارچوب‌های وب
چارچوب‌های وب معمولاً از معماری‌هایی استفاده می‌کنند که کدنویسی را منظم و توسعه را سریع‌تر می‌کنند. مشهورترین معماری‌ها عبارت‌اند از:

### MVC (مدل-نما-کنترلگر):
- مدل: مدیریت داده‌ها و ارتباط با پایگاه داده.
- نما: نمایش داده‌ها به کاربر.
- کنترلگر: مدیریت درخواست‌های کاربر و تعامل با مدل و نما.
- نمونه‌ها: Rails، Django. Flare FrameworkوCodeIgniter

### MVVM (مدل-نما-مدل نمایشی):
- معماری محبوب در چارچوب‌های سمت کاربر مانند Angular.

### سه‌لایه‌ای (Three-Tier):
- معماری کلاسیک شامل لایه نمایش، منطق و داده‌ها.

## مزایا و معایب استفاده از چارچوب‌های وب

### مزایا

#### افزایش بهره‌وری
ابزارها و توابع آماده باعث کاهش زمان توسعه می‌شوند.

#### امنیت بیشتر
چارچوب‌ها به‌طور پیش‌فرض ویژگی‌های امنیتی مانند جلوگیری از تزریق SQL را ارائه می‌دهند.

#### مدیریت بهتر کد
استفاده از الگوها و معماری‌ها، کد را خواناتر و نگه‌داری آن را آسان‌تر می‌کند.

### معایب

#### یادگیری اولیه
برخی چارچوب‌ها به زمان زیادی برای یادگیری نیاز دارند.

#### وابستگی به چارچوب
استفاده از چارچوب‌ها ممکن است توسعه‌دهنده را به تکنولوژی خاصی وابسته کند.

#### مشکلات عملکرد
در برخی موارد، استفاده از چارچوب‌های سنگین ممکن است سرعت برنامه را کاهش دهد.

## مقایسه چارچوب‌های محبوب
| چارچوب          | زبان برنامه‌نویسی | ویژگی‌ها                                                  | کاربردها                               |
| --------------- | ---------------- | -------------------------------------------------------- | -------------------------------------- |
| Laravel         | PHP              | کدنویسی زیبا، ORM قدرتمند امنیت بالا، سرعت بالا در توسعه | وبگاه‌های تجارت الکترونیک (فرادرس و ..) |
| Flare Framework | php              | امنیت بالا، سرعت بالا در توسعه                           | وبگاه‌های تجارت الکترونیک               |
| Django          | Python           | امنیت بالا، سرعت بالا در توسعه                           | وبگاه‌های محتوامحور (Dropbox)           |
| React           | JavaScript       | ساخت رابط‌های کاربری پویا                                 | اپلیکیشن‌های تک‌صفحه‌ای                   |
| Spring Boot     | Java             | مناسب برای پروژه‌های سازمانی و بزرگ                       | سیستم‌های بانکی و سازمانی               |
| Vue.js          | JavaScript       | سادگی و انعطاف‌پذیری                                      | پروژه‌های کوچک و متوسط                  |

## آینده چارچوب‌های نرم‌افزاری وب
با پیشرفت تکنولوژی، چارچوب‌های نرم‌افزاری تحت وب نیز در حال تکامل هستند.

### پیشرفت در توسعه سمت کاربر
چارچوب‌های جدید مانند Svelte و Solid.js در حال معرفی هستند که سرعت بیشتری در رندرینگ و سادگی بیشتری در کدنویسی ارائه می‌دهند.

### ترکیب Backend و Frontend
چارچوب‌هایی مانند Next.js و Nuxt.js که قابلیت توسعه کامل (Fullstack) را ارائه می‌دهند، در حال محبوبیت هستند. البته فریمورک هایی مانند livewire نیزFullstack فریمورک نامیده میشوند و به خوبی شمار از ویو و ری اکت بی نیاز میکنند.

### هوش مصنوعی و یادگیری ماشین
چارچوب‌های جدیدتر با ادغام قابلیت‌های هوش مصنوعی، امکانات پیشرفته‌تری برای توسعه‌دهندگان فراهم می‌کنند.